# 徳之島町

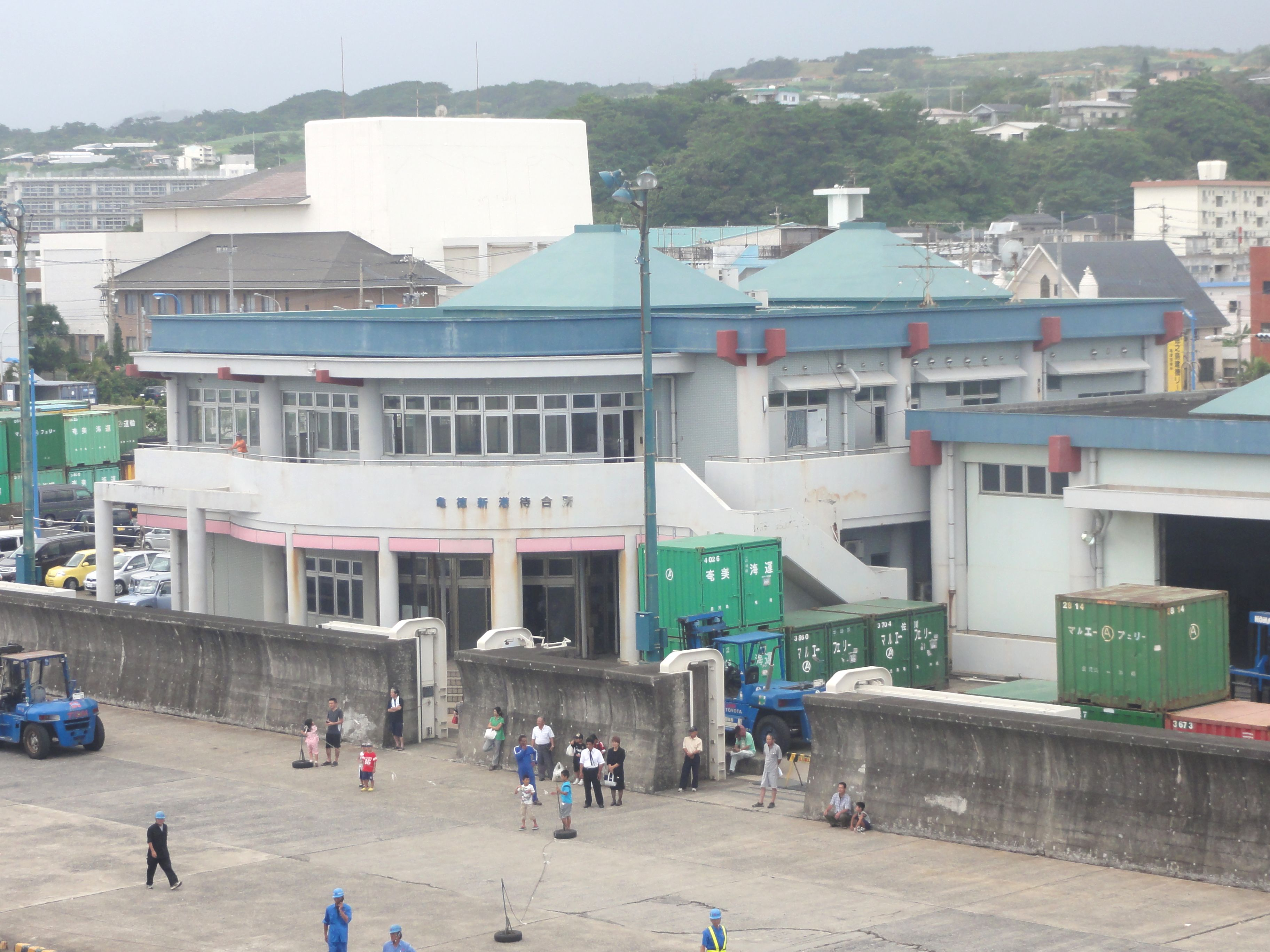
亀徳港フェリーターミナル

徳之島町（とくのしまちょう）は、鹿児島県の南西諸島、奄美群島の徳之島に3つある町の1つ。同島の東部を行政区域とする。大島郡に属し、奄美群島振興開発特別措置法の適用区域にあたる。
牛と牛を戦わせる闘牛がさかんで、町の公式ゆるキャラまぶ〜る君も牛がモチーフ。
気候風土など、徳之島全域にかかわる事柄については徳之島の項目を参照。

## 地理
徳之島の東部を行政区域とする。

### 隣接市町村
- 大島郡 伊仙町・天城町

### 地名
旧亀津町
- 井之川（いのかわ）
- 尾母（おも）
- 神之嶺（かみのみね）
- 亀津（かめつ）
- 亀徳（かめとく）
- 下久志（しもくし）
- 諸田（しょだ）
- 白井
- 徳和瀬（とくわせ）

旧東天城村
- 金見（かなみ）
- 花徳（けどく）
- 山（さん）
- 手々（てて）
- 轟木
- 母間（ぼま）

## 歴史

### 近現代
- 1908年（明治41年）4月1日 - 島嶼町村制が施行され、亀津村が発足。
- 1916年（大正5年）5月20日 - 天城村の一部を分割し、東天城村が発足。
- 1942年（昭和17年）1月1日 - 亀津村が町制を施行し、亀津町となる。
- 1946年（昭和21年）7月1日 - アメリカ合衆国（琉球列島米国民政府）の統治下におかれる。
- 1953年（昭和28年）12月25日 - 徳之島の本土復帰により再び日本国に属する。
- 1958年（昭和33年）4月1日 - 亀津町と東天城村が合併（新設合併）し、徳之島町となる。

## 行政
- 町長 高岡秀規（2007年7月25日から）

### 町の行政機関
- 徳之島町役場

### 消防
- 徳之島地区消防組合消防本部
  - 消防署

### 県の行政機関
- 鹿児島県大島支庁徳之島事務所
- 鹿児島県徳之島警察署

### 国の行政機関
- 鹿児島労働局名瀬公共職業安定所徳之島分室

## 地域

### 人口
| |                                          |  |
| 徳之島町と全国の年齢別人口分布（2005年） | 徳之島町の年齢・男女別人口分布（2005年） |  |
| ■紫色 ― 徳之島町 ■緑色 ― 日本全国 | ■青色 ― 男性 ■赤色 ― 女性                |  |
| 徳之島町（に相当する地域）の人口の推移 \| 1970年（昭和45年） \| 16,445人 \| \| \| 1975年（昭和50年） \| 15,215人 \| \| \| 1980年（昭和55年） \| 15,553人 \| \| \| 1985年（昭和60年） \| 15,321人 \| \| \| 1990年（平成2年） \| 14,536人 \| \| \| 1995年（平成7年） \| 13,640人 \| \| \| 2000年（平成12年） \| 13,127人 \| \| \| 2005年（平成17年） \| 12,892人 \| \| \| 2010年（平成22年） \| 12,090人 \| \| \| 2015年（平成27年） \| 11,160人 \| \| \| 2020年（令和2年） \| 10,147人 \| \| |                                          |  |
| 総務省統計局 国勢調査より |                                          |  |
| 1970年（昭和45年） | 16,445人                                 |  |
| 1975年（昭和50年） | 15,215人                                 |  |
| 1980年（昭和55年） | 15,553人                                 |  |
| 1985年（昭和60年） | 15,321人                                 |  |
| 1990年（平成2年） | 14,536人                                 |  |
| 1995年（平成7年） | 13,640人                                 |  |
| 2000年（平成12年） | 13,127人                                 |  |
| 2005年（平成17年） | 12,892人                                 |  |
| 2010年（平成22年） | 12,090人                                 |  |
| 2015年（平成27年） | 11,160人                                 |  |
| 2020年（令和2年） | 10,147人                                 |  |

### 教育

#### 高等学校

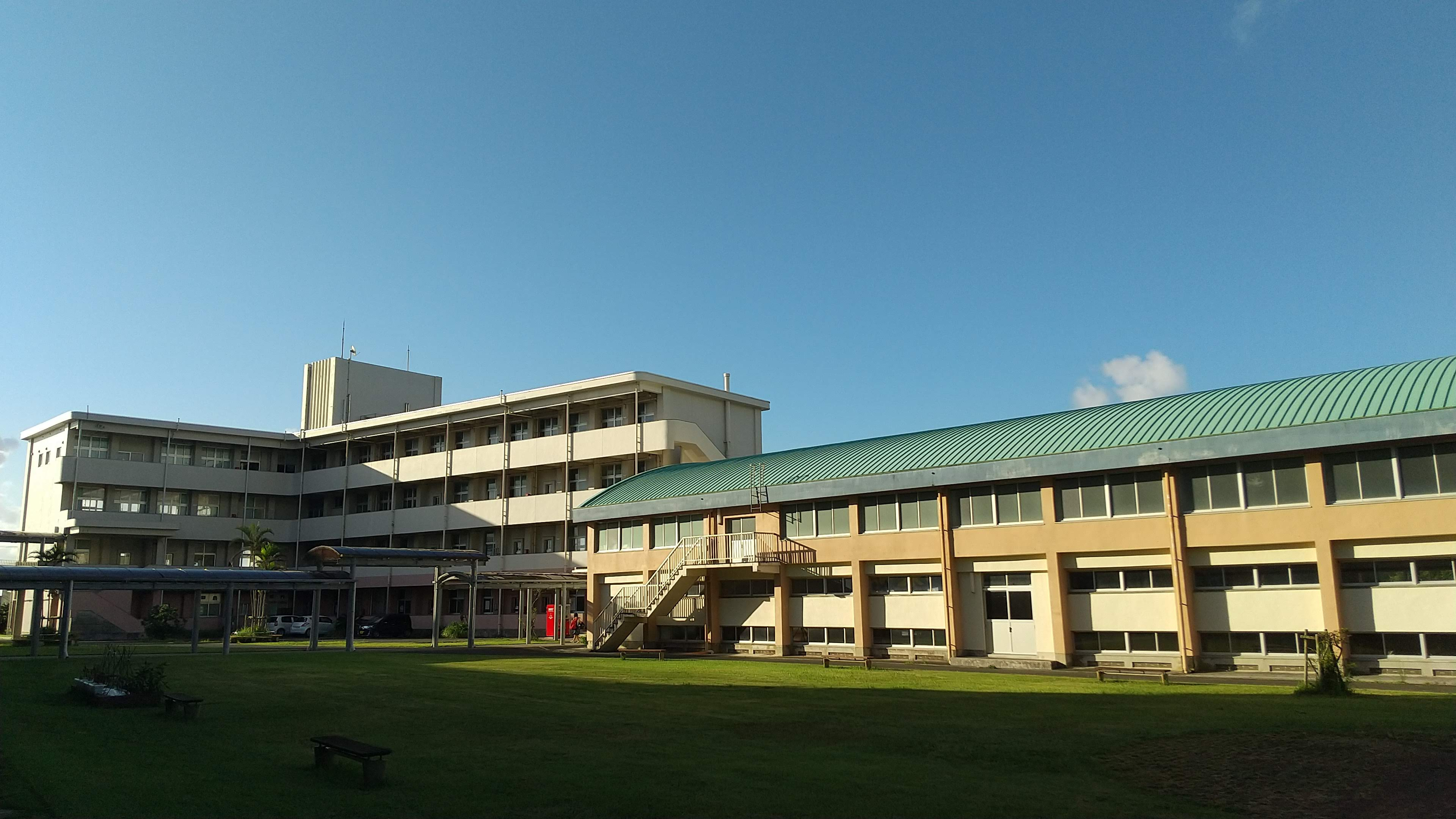
徳之島高等学校

- 鹿児島県立徳之島高等学校

#### 中学校
町立
- 徳之島町立亀津中学校
- 徳之島町立井之川中学校
- 徳之島町立尾母中学校
- 徳之島町立東天城中学校
- 徳之島町立山中学校
- 徳之島町立手々中学校

#### 小学校
町立
- 徳之島町立亀津小学校
- 徳之島町立神之嶺小学校
- 徳之島町立尾母小学校
- 徳之島町立亀徳小学校
- 徳之島町立花徳小学校
- 徳之島町立母間小学校
- 徳之島町立山小学校
- 徳之島町立手々小学校

### 病院

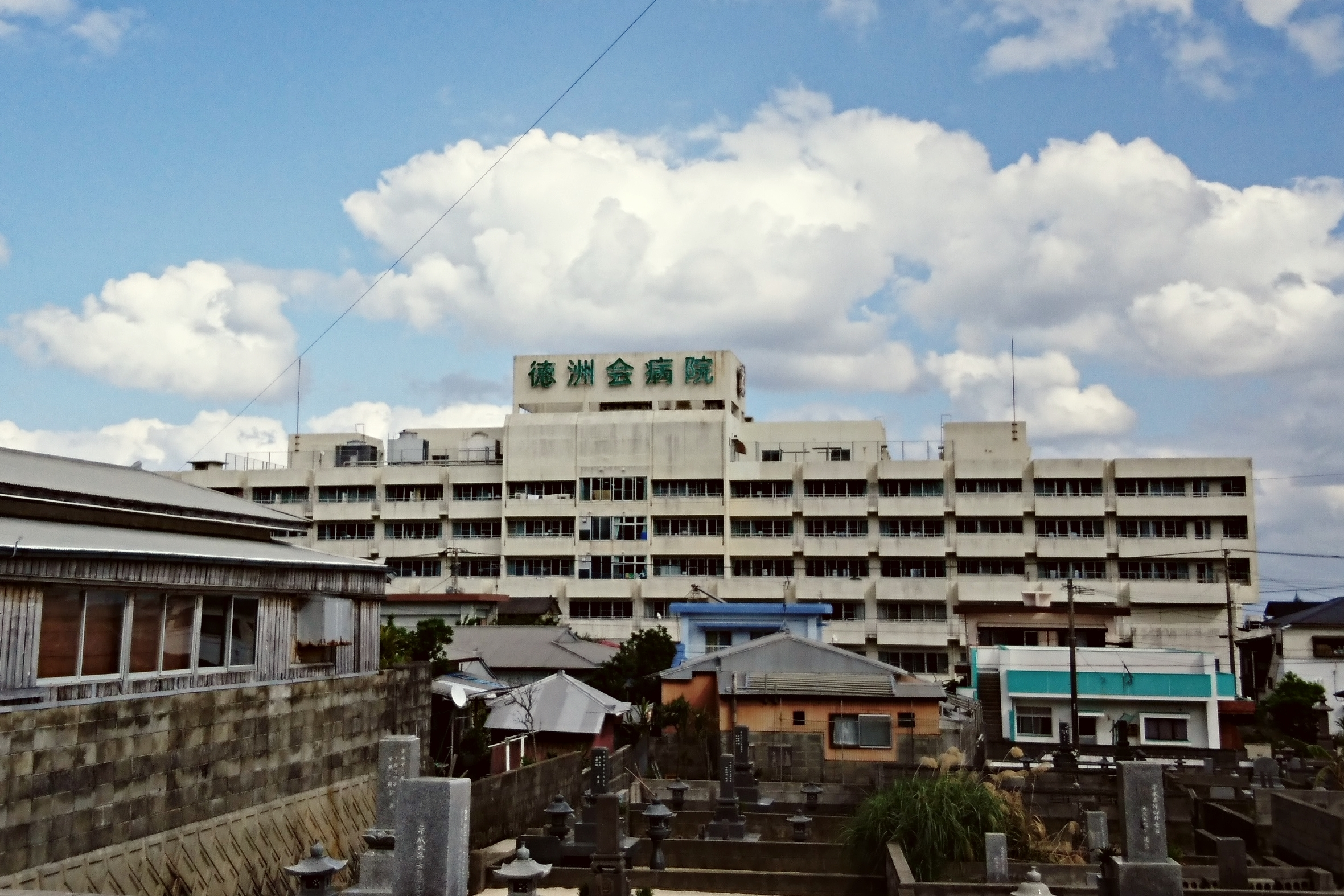
徳之島徳洲会病院

- 徳之島徳洲会病院（総合病院）
- 慈愛会徳之島病院
- 宮上病院
- 徳之島診療所

## 交通

### 空路
- 徳之島空港（天城町）
  - 日本航空(JAL)[2]
    - 鹿児島空港
    - 奄美空港（18年7月以降JACアイランドホッピング運用上奄美行き午後便のみになったが19年10月27日から午前便が再開[3]）
    - 沖永良部空港経由那覇空港（JACアイランドホッピング運用）[4]

### 航路
- マリックスライン・マルエーフェリー（2社で毎日運航）
  - 鹿児島港（新港） - 奄美大島（名瀬新港） - 徳之島（亀徳港） - 沖永良部島（和泊港） - 与論島（与論港） - 本部港 - 那覇港（那覇ふ頭）

### バス路線
- 徳之島総合陸運 - 隣の天城町および伊仙町との間を結ぶ路線を運行する。
  - 徳之島空港（天城町） - 平土野（天城町） - 母間 - 徳之島新港 - 亀津
  - 平土野 - 犬田布（伊仙町） - 伊仙 - 亀津
  - 町内デマンド

### 道路

#### 主要地方道
- 鹿児島県道80号伊仙亀津徳之島空港線

#### 一般県道
- 鹿児島県道617号糸木名亀津線
- 鹿児島県道618号松原轟木線
- 鹿児島県道629号花徳浅間線

#### 道の駅
- とくのしま

## 名所・旧跡・観光スポット・祭事・催事

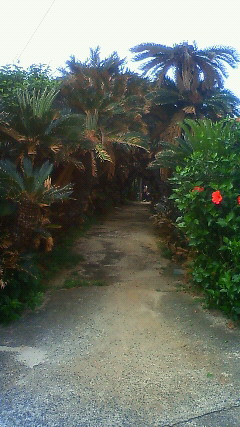
金見ソテツトンネル

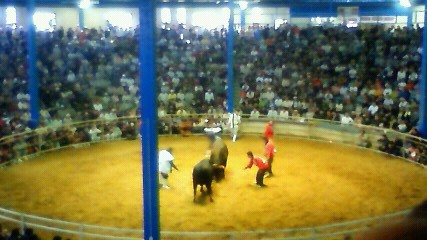
島内で行われる闘牛（伊藤観光ドーム）

- 手々海浜公園
- 畦プリンスビーチ
- なごみの岬
- ソテツトンネル（金見）
- 金見海水浴場
- 里久浜海水浴場
- 下久志海浜公園
- 母間線刻画
- 伊藤観光ドーム闘牛場
- 徳之島町立郷土資料館
- 朝潮太郎記念像
- 井之川岳

## 徳之島町出身の有名人
- 朝潮太郎（大相撲の第46代横綱）
- あずままどか（シンガーソングライター）
- 一ノ矢充（元・大相撲力士）
- 桂楽珍（落語家）
- 旭道山和泰（元・大相撲力士）
- 木村寿之介（大相撲幕内格行司　元大相撲力士・旭道山和泰の弟）
- 龍野定一（教育者・社会教育家、旧制大島中学第4代校長、全国公民館協議会元会長）
- 徳田虎雄（政治家・医師）
- 八波むと志（コメディアン）
- 藤原芽子（プロボクサー。神戸市育ち）
- RIHO（YouTuber、平成フラミンゴ）
- 海月咲希 (アリスプロジェクト仮面女子、アイドル)
- ISSEI （Team T、MC）